# 也門執法
也门在薩拉赫時期設立了一些執法機構，其中就包括由军官领导的政治安全组织（PSO，منظمة الأمن السياسي），它主要負責内部安全和情报收集，它直接向总统报告並且還設有拘留中心。 
隶属于也門内政部的也門中央安全组织下設一支准军事部队以及法外拘留设施。 
隶属于内政部的还有警察刑事调查局（CID），該部門负责刑事调查並逮捕嫌疑犯。 CID的執法人員數量估计為13,000左右。
2002年，政府成立了国家安全局，該部門直接向总统汇报，而且似乎职责与PSO的类似。
根据美国国务院的说法，PSO和内政部警察部队的人員曾犯下過严重的侵犯人权行为，其中包括虐待他人身體並且在未對平民做出指控的情況下长期拘留平民。